# 台風委員会
台風委員会（たいふういいんかい、The ESCAP/WMO Typhoon Committee）は、北西太平洋または南シナ海で発生する、台風防災に関する政府間組織。1968年、アジア太平洋経済社会委員会（ESCAP）及び世界気象機関（WMO）が共同で設立した。アジアと極東における台風被害への対策策定と実施を任務とする。本部はマカオにある。
2000年から、台風の国際的な名称として「アジア名」を定めている。

## 加盟国及び地域
2018年8月現在、下記の14の国及び地域が加盟している。

### 設立当初からの加盟国及び地域
- 中国[5]
- 香港[5]
- 日本[5]
- ラオス[5]
- フィリピン[5]
- 韓国[5]
- タイ[5]

### その後加盟した国及び地域
- カンボジア (1972年)
- マレーシア (1976年)
- ベトナム (1979年)
- マカオ (1993年)
- 北朝鮮(1993年)
- シンガポール (1997年)
- アメリカ合衆国 (1998年)